# Yanchi (sockenhuvudort i Kina, Hunan Sheng, lat 29,80, long 110,93)
Yanchi (kinesiska: 雁池坪, 雁池乡, 雁池) är en sockenhuvudort i Kina. Den ligger i provinsen Hunan, i den södra delen av landet, omkring 270 kilometer nordväst om provinshuvudstaden Changsha. Antalet invånare är 24 719. Befolkningen består av 11 802 kvinnor och 12 917 män. Barn under 15 år utgör 14,0 %, vuxna 15-64 år 68 %, och äldre över 65 år 16,0 %.
Runt Yanchi är det ganska tätbefolkat, med 166 invånare per kvadratkilometer. Närmaste större samhälle är Moshi, 4,3 km söder om Yanchi. I omgivningarna runt Yanchi växer huvudsakligen savannskog.
Genomsnittlig årsnederbörd är 1 698 millimeter. Den regnigaste månaden är september, med i genomsnitt 277 mm nederbörd, och den torraste är december, med 17 mm nederbörd.